# Jonny Evans
Jonathan Grant „Jonny“ Evans (* 3. Januar 1988 in Belfast) ist ein ehemaliger nordirischer Fußballspieler, der auf der Position des Innenverteidigers spielte und zuletzt bei Manchester United unter Vertrag stand. Er war auch für die nordirische Fußballnationalmannschaft aktiv.

## Karriere

### Im Verein

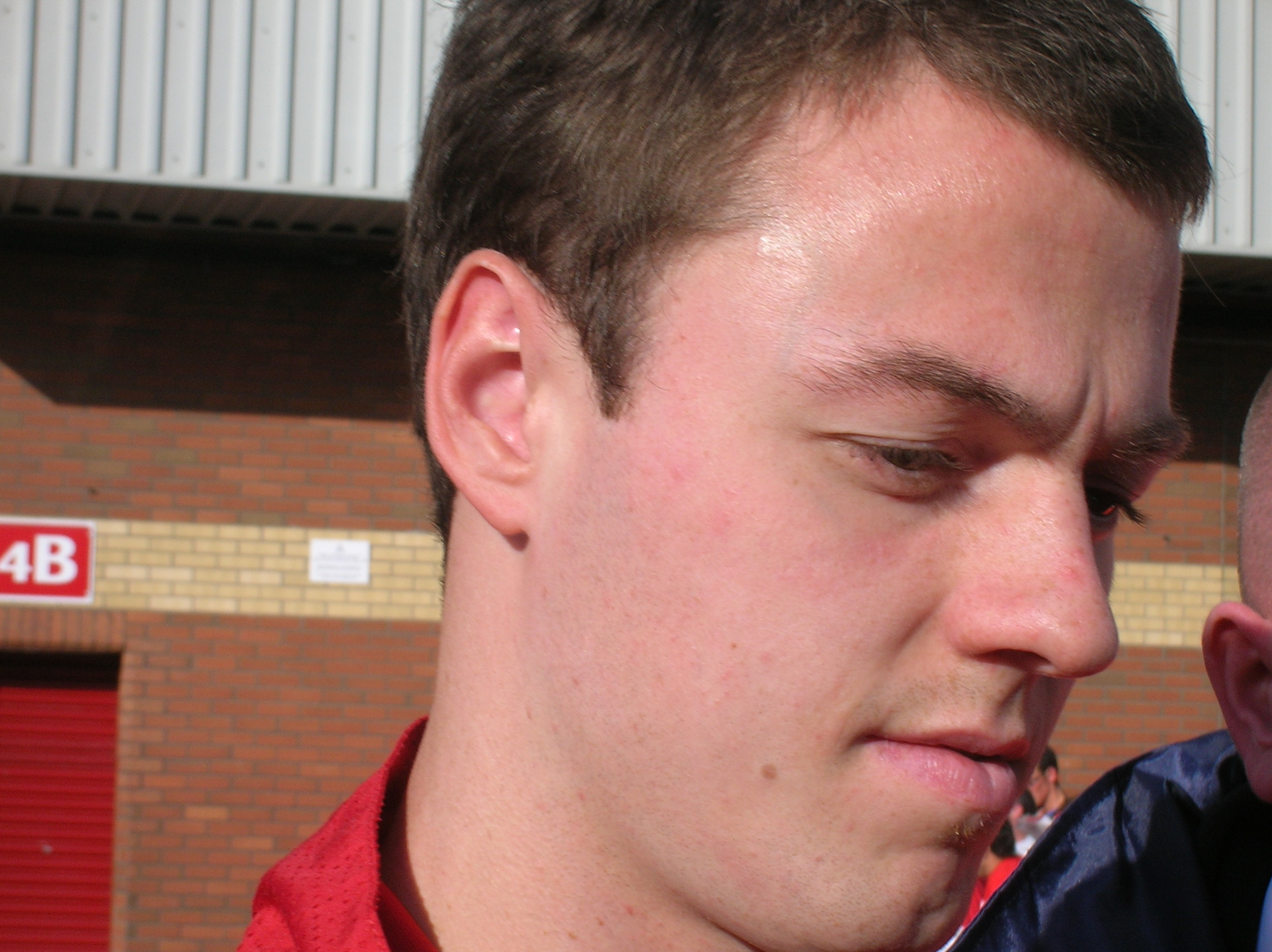
Bei Manchester United (2006)

Jonny Evans startete seine Karriere beim FC Greenisland, wo er von Scouts von Manchester United entdeckt wurde. Bei Manchester durchlief er sämtliche Jugendmannschaften und kam bei diversen kleineren Turnieren in der Sommerpause 2006 zum Einsatz. Manchester entschied sich schließlich, Evans neben Darron Gibson, Danny Simpson und Fraizer Campbell für ein Jahr an Royal Antwerpen auszuleihen.
Darauf folgte ein halbes Jahr beim AFC Sunderland, wo er zum „Young Player of the Year“ gewählt wurde und anschließend zur Sommerpause 2007 zu Manchester zurückkehrte. Am 26. September 2007 feierte Evans sein Debüt für Manchester United gegen Coventry City im englischen Pokal (Endergebnis: 2:0). Im Januar 2008 wurde er erneut an Sunderland ausgeliehen, um weitere Erfahrung zu sammeln. Nach 15 Spielen kehrte er zur Saison 2008/09 zu Manchester United zurück. Er wurde in 17 Spielen eingesetzt und wurde am Ende der Saison mit Manchester Meister und Ligapokalsieger. Im Finale der FIFA-Klub-Weltmeisterschaft 2008, das United gegen LDU Quito mit 1:0 gewann, wurde er in der 51. Minute für den argentinischen Nationalspieler Carlos Tévez eingewechselt.
In der UEFA Champions League 2009/10 kam er zu drei Einsätzen, zwei in der Gruppenphase und einer im Achtelfinale gegen den AC Mailand, beim Aus im Viertelfinale gegen Bayern München saß er nur auf der Bank. In der Premier League 2009/10 musste Manchester dem FC Chelsea den Vortritt lassen, war aber als Vizemeister für die UEFA Champions League 2010/11 qualifiziert. Beim Finale, das Manchester im Wembley-Stadion mit 1:3 gegen den FC Barcelona verlor, stand er nicht im Aufgebot. In der Liga, die Manchester als Meister beendete, kam er zu 13 Einsätzen.
In der Premier League 2011/12 musste man dem Stadtrivalen Manchester City den Vortritt lassen, der erstmals seit 1968 wieder Meister wurde. Als Vizemeister war Manchester aber wieder direkt für die Gruppenphase der  UEFA Champions League 2012/13 qualifiziert. Im Gegensatz zum Stadtrivalen, der als Gruppenletzter ausschied, wurde United Gruppensieger und Evans kam in vier der sechs Gruppenspiele zum Einsatz. Die Premier League Saison 2012/13 beendete United dann wieder vor den „Citizens“. In der Gruppenphase der UEFA Champions League 2013/14 brachte es Evans zu je einem Spiel gegen die drei Gruppengegner Bayer 04 Leverkusen, Schachtar Donezk und Real Sociedad, in der folgenden K.-o-Phase kam er nicht zum Einsatz. In der Premier League belegte Manchester in der ersten Saison nach dem Rücktritt des langjährigen Trainers Alex Ferguson nur den siebten Platz und verpasste damit die europäischen Wettbewerbe. Meister wurde stattdessen wieder der Ortsrivale. Die Saison 2014/15 schloss United dann als Vierter ab.
Am 30. August 2015 wechselte Evans zu West Bromwich Albion. Er etablierte sich schnell als Stammspieler, anfangs wurde er nur in der Innenverteidigung, später auch immer öfter auch auf der linken Abwehrseite eingesetzt. Die Saison 2015/16 schloss er mit den „Baggies“ als Vierzehnter ab und hatte dabei mit 30 Einsätzen. In der Saison 2016/17 kam Evans auf 31 Einsätze, die Saison beendete Albion auf Platz 10. Am Ende der Saison 2017/18 stieg Evans mit West Bromwich Albion als Tabellenletzter ab.
Zur Saison 2018/19 wechselte Evans zu Leicester City, die eine Ausstiegsklausel in seinem Vertrag aktivierten, die aktiv wurde, nachdem Evans in der Vorsaison mit West Bromwich Albion abgestiegen war.
Von 2023 bis 2025 spielte er wieder bei Manchester United und beendete dort im Sommer 2025 seine aktive Karriere. Im Anschluss wurde er in Manchester Zuständiger für die klubeigenen Leihspieler.

### In der Nationalmannschaft
Im Sommer 2006 nahm er mit der U-21 an der Qualifikation für die U-21-EM 2007 teil und spielte dabei am 1. September 2006 beim Spiel gegen Deutschland auch vier Minuten gegen den in der 86. Minute eingewechselten Mario Gómez. Da die Nordiren nicht nur das Heimspiel gegen Deutschland, sondern zuvor auch das Auswärtsspiel gegen Rumänien verloren hatten, schieden sie nach nur zwei Spielen aus.
Sein Debüt für die nordirische Nationalmannschaft gab Evans fünf Tage nach dem Spiel gegen Deutschland am 6. September 2006 beim 3:2-Sieg gegen den späteren Europameister Spanien in der EM-Qualifikation, wobei er direkt für 90 Minuten eingesetzt wurde. Danach wurde er weiter regelmäßig in den Pflichtspielen des Teams in EM- und WM-Qualifikationen eingesetzt. Er war aber nicht automatisch gesetzt und setzte immer wieder eines oder mehrere Spiele aus. So kam er in den nächsten 11 Spielen zu acht Einsätzen, jeweils über 90 Minuten. Am 6. Februar 2008 wurde er dann bei der 0:1-Niederlage im Freundschaftsspiel gegen Bulgarien erstmals zur zweiten Halbzeit ausgewechselt, nachdem ihm in der 38. Minute ein letztlich spielentscheidendes Eigentor unterlaufen war. Sein bisher einziges Tor für Nordirland gelang ihm am 28. März 2009 beim 3:2-Sieg gegen Polen in der Qualifikation zur WM 2010 zum zwischenzeitlichen 2:1. Insgesamt kam er in der WM-Qualifikation zu sieben Einsätzen, in denen er aber auch drei Gelbe Karten erhielt und mit Nordirland als Vierter die WM verpasste.
Am 11. August 2010 stand er beim 0:2 im Freundschaftsspiel gegen Montenegro erstmals zusammen mit seinem jüngeren Bruder Corry in einem Länderspiel auf dem Platz, nachdem dieser zur zweiten Halbzeit zu seinem fünften Länderspiel eingewechselt wurde.  Bei Corrys vier Spielen zuvor stand Jonny nicht in der Mannschaft. Insgesamt spielten sie bisher in 19 Spielen gemeinsam für Nordirland, zuletzt am 16. Juni 2016.
In der auf ihr erstes gemeinsames Länderspiel folgenden Qualifikation zur EM 2012 standen sie in vier Spielen zusammen auf dem Platz, Jonny kam aber noch auf zwei weitere Qualifikationsspiele. Für die Nordiren verlief die Qualifikation allerdings wieder erfolglos. In der ebenfalls erfolglosen Qualifikation zur WM 2014 brachten sie es auf drei gemeinsame Einsätze.
Bei der Qualifikation für die Fußball-Europameisterschaft 2016 in Frankreich, bei der er dreimal zusammen mit seinem Bruder spielte, verpasste er die ersten Spiele aufgrund einer Verletzung, nach 4 Einsätzen wurde er auch bei den letzten beiden Gruppenspielen nicht aufgestellt, wogegen Corry zumindest das vorletzte Spiel mitmachte. Nachdem sich Nordirland erstmals für eine EM qualifiziert hatte, wurden beide Brüder ins Aufgebot aufgenommen. Beim ersten Spiel gegen Polen stand aber nur Jonny in der Startaufstellung. Es war sein 50. Länderspiel. Gegen die Ukraine gehörten dann beide zur ersten Elf. In der Nachspielzeit gab es dann Verwirrung, wer von beiden ausgewechselt werden sollte. Nachdem Corry in der dritten Minute der Nachspielzeit dann schließlich ausgewechselt wurde, erhielt Jonny eine Minute später wegen Spielverzögerung die Gelbe Karte. Zwei Minuten später gelang Niall McGinn dann noch das Tor zum 2:0 und damit die endgültige Entscheidung für die Nordiren, die damit ihr erstes EM-Endrundenspiel gewannen. Der eine Sieg genügte auch zum Erreichen des Achtelfinals, wo sie dann gegen Wales ausschieden. Jonny Evans war einer der Spieler, der alle vier Spiele über die volle Spielzeit auf dem Platz stand.

## Titel
International
- Champions-League-Sieger: 2008
- Klub-Weltmeister: 2008

England
- Meister (3): 2009, 2011, 2013 (alle Manchester United)
- Pokalsieger (2): 2021 (Leicester City), 2024 (Manchester United)
- Ligapokalsieger (2): 2009, 2010 (beide Manchester United)
- Supercupsieger (5): 2008, 2010, 2011, 2013 (alle Manchester United), 2021 (Leicester City)
- Zweitligameister und Aufstieg in die Premier League: 2007 (AFC Sunderland)

## Sonstiges
Für Aufsehen sorgte Evans am 18. Dezember 2007, als er nach einer Privatparty mit Spielern von Manchester von der Polizei abgeführt wurde, nachdem eine 26-jährige Frau behauptet hatte, von Evans vergewaltigt worden zu sein. Jedoch wurden die Ermittlungen aufgrund von mangelnden Beweisen am 14. März 2008 eingestellt.
Sein jüngerer Bruder, Corry Evans, ist ebenfalls Profifußballer und Nationalspieler.